# Kevin Strootman
Kevin Strootman (nascut el 13 de febrer de 1990) és un exfutbolista neerlandès que jugava com a com a migcampista defensiu. Va ser internacional amb la selecció de futbol dels Països Baixos.

## Carrera de club

### Sparta Rotterdam
Nascut a Ridderkerk, Strootman va començar la seva carrera amb l'Sparta Rotterdam, debutant com a professional durant l'temporada 2007-08. Va signar una extensió de contracte amb el club el novembre de 2008. Després que descendissin al final de l'temporada 2009-10 de l'Eredivisie, va jugar amb l'Sparta a l'Eerste Divisie.

### Utrecht
A la finestra de fitxatges del gener del 2011, Strootman va ser fitxat per l'Utrecht. Va jugar amb l'Utrecht a la segona meitat de l'temporada 2010-11, abans de fitxar pel PSV Eindhoven el juny de 2011.

### PSV Eindhoven

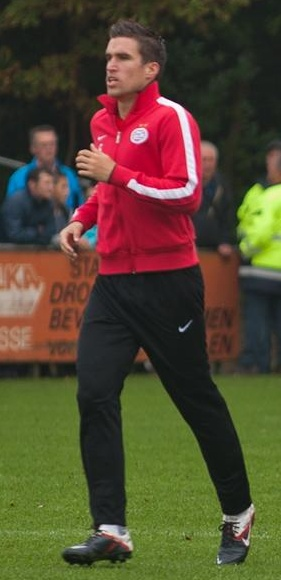
Strootman amb el PSV Eindhoven el 2011

Strootman es va unir al PSV Eindhoven amb el seu company d'Utrecht Dries Mertens. Strootman va debutar amb el PSV en una victòria per 3-1 a casa contra l'AZ. Va fer un total de 88 aparicions amb el club d'Eindhoven.

### Roma
El 16 de juliol de 2013, el PSV i la Roma van finalitzar un acord per al traspàs de Strootman a l'equip italià, per valor de 17 milions d'euros, amb una quota que podria augmentar fins a 19 milions d'euros mitjançant complements. Li van donar la samarreta número 6.
En un amistós de pretemporada contra els All-Stars de la Major League Soccer (MLS), Strootman va marcar un gol i va fer una altra assistència en la victòria de la Roma per 3-1 a l'Sporting Park, Kansas City, Kansas. Va marcar el seu primer gol competitiu amb la Roma en una victòria per 3-1 a la Sèrie A contra el Parma. Va marcar en partits contra el Torino, l'Atalanta, el Milan i el Livorno.
El 9 de març de 2014, Strootman va patir una lesió al genoll en la derrota de la Roma per 1-0 contra el Nàpols, cosa que li va fer perdre la resta de la temporada 2013-14 i la Copa del Món de la FIFA 2014, on la selecció neerlandesa va acabar tercera.
El 9 de novembre, Strootman va fer la seva primera aparició amb la Roma en exactament vuit mesos, entrant com a substitut al minut 84 en una derrota per 3-0 contra el Torino a l'Stadio Olimpico. El seu primer partit com a titular a la temporada 2014-15 va ser en un empat a 2 contra el Sassuolo el 7 de desembre. Va fer una assistència al primer dels dos gols del capità Francesco Totti després d'entrar com a substitut en un empat 2-2 de la Roma contra la Lazio al 175è Derbi della Capitale el 12 de gener de 2015.
El 26 de gener de 2015, Strootman va ser substituït en un partit de la Serie A contra la Fiorentina després de patir més lesions al lligament encreuat anterior. Tres dies més tard, es va confirmar que el jugador es tornaria a sotmetre a una cirurgia de genoll. El 26 d'agost es va informar que, tot i no haver fet ni un sol partit en set mesos, la lesió de Strootman va requerir una nova cirurgia que va deixar el jugador apartat durant la major part de la temporada 2015-16 de la Sèrie A. Va fer la seva primera aparició de la temporada el 21 de febrer de 2016, com a substitut en una derrota per 5-0 a casa contra el Palermo. El 2 de maig va ser titular per primera vegada en més de 15 mesos, jugant els 90 minuts complets en la victòria de la Roma per 3-2 a Gènova. Va acabar la temporada amb cinc aparicions, incloent-hi dues com a titular. La seva única assistència de la temporada va ser en una victòria per 3-1 contra el Milan a l'última jornada a l'San Siro.
El 20 d'agost de 2016, Strootman va ser el capità de la Roma en el partit inaugural de la temporada 2016-17 de la Sèrie A, una victòria per 4-0 a casa contra l'Udinese. En el segon partit de l'equip, va marcar el seu primer gol des del gener del 2014, quan la Roma va empatar 2-2 a Cagliari Calcio.
El 29 de maig de 2017, Strootman va signar un nou contracte de cinc anys amb el subcampió de la Sèrie A del 2017.

### Marsella
El 28 d'agost de 2018, el Marsella va acordar amb la Roma un traspàs de 25 milions d'euros (més 3 milions d'euros de bonificació) i va fitxar Strootman amb un contracte de cinc anys. La Roma va publicar un agraïment i una confirmació del traspàs al seu lloc web. Strootman va esmentar la història del club, les ambicions, així com la seva estreta relació amb l'entrenador Rudi Garcia com a factors motivadors per unir-se al club.
El 10 de gener de 2020, Strootman va marcar el gol de la victòria pel Marsella al minut 84 després d'entrar com a substitut contra el Rennes.

#### Cessió al Gènova
El 12 de gener de 2021, Strootman va ser cedit al club de la Serie A, el Genoa, fins al final de la temporada.

#### Cessió al Càller
El 3 de juliol de 2021, Strootman va ser anunciat pel club de la Serie A Cagliari Calcio, en qualitat de cedit fins al final de la temporada 2021-22, amb una opció de renovació per a la temporada 2022-23 inclosa.

### Cessió a Gènova
El 24 d'agost de 2022, Strootman va tornar al Gènova amb una nova cessió.
El 6 de juliol de 2023, després del seu ascens a la Serie A, Strootman va fitxar pel Genoa de manera definitiva amb un traspàs gratuït.

### Retirada
El 18 d'octubre de 2024, Strootman va anunciar la seva retirada del futbol.

## Carrera internacional
Strootman va debutar amb la selecció absoluta dels Països Baixos contra Àustria el 2011  i va marcar el seu primer gol internacional contra Finlàndia en un partit de classificació per a l'Eurocopa 2012. Va formar part de la selecció dels Països Baixos a l'Eurocopa 2012, però no va jugar cap partit, ja que els neerlandesos van ser eliminats a la fase de grups .
Va jugar amb la selecció sub-21 dels Països Baixos a l'Eurocopa sub-21 de la UEFA del 2013, on l'equip va arribar a les semifinals, tot perdent contra Itàlia .
Strootman va ser un jugador habitual de l'equip de Louis van Gaal durant la campanya de classificació per a la Copa del Món de la FIFA 2014, però no va arribar a la final del torneig per una lesió.
El 27 de maig de 2016, Strootman va fer la seva primera aparició internacional en dos anys després de perdre's tant la Copa del Món de la FIFA 2014 com la totalitat de la campanya de classificació per a l'Eurocopa 2016, que no va tenir èxit. Va ser seleccionat per ser titular en un partit amistós contra la República d'Irlanda, jugant 70 minuts abans de ser substituït per Marco van Ginkel.

## Estil de joc
Es deia que Strootman era un migcampista dinàmic i amb bones entrades, que també posseïa bona visió, tècnica i equilibri amb la pilota. Un jugador esquerrà alt, físicament fort i tàcticament intel·ligent, va ser descrit com un migcampista "modern", a causa de la seva àmplia gamma d'habilitats. Es feia servir millor com a migcampista central o defensiu, sovint com a migcampista box-to-box o mezzala –a causa del seu ritme de treball, les seves habilitats per guanyar la pilota i la seva capacitat per ajudar tant en atac com en defensa– o com a creador de joc profund, a causa del seu rang de passades, la seva consciència i la seva capacitat per crear oportunitats de gol per als seus companys d'equip després de recuperar la possessió. També va ser capaç de contribuir al joc ofensiu del seu equip amb gols, gràcies a la seva potència i precisió en xuts des de fora de l'àrea, així com a la seva capacitat per aprofitar les passades dels seus companys d'equip fent incursions d'atac al final de l'àrea des de darrere. Strootman havia estat comparat amb el seu compatriota Mark van Bommel. Durant la seva primera temporada amb la Roma (2013-14), es va guanyar el sobrenom de la lavatrice ("la rentadora", en italià), per la seva capacitat de netejar sempre el joc recuperant la pilota i distribuint-la amb precisió als seus companys d'equip.

## Estadístiques de carrera

### Club
| Club                    | Temporada     | Lliga          | Lliga   | Lliga | Copa    | Copa | Lliga   | Lliga | Europa  | Europa | Altres  | Altres | Total   | Total |
| Club                    | Temporada     | Divisió        | Partits | Gols  | Partits | Gols | Partits | Gols  | Partits | Gols   | Partits | Gols   | Partits | Gols  |
| ----------------------- | ------------- | -------------- | ------- | ----- | ------- | ---- | ------- | ----- | ------- | ------ | ------- | ------ | ------- | ----- |
| Sparta Rotterdam        | 2007–08       | Eredivisie     | 3       | 0     | 0       | 0    | —       | —     | —       | —      | —       | —      | 3       | 0     |
| Sparta Rotterdam        | 2008–09       | Eredivisie     | 25      | 2     | 3       | 1    | —       | —     | —       | —      | —       | —      | 28      | 3     |
| Sparta Rotterdam        | 2009–10       | Eredivisie     | 28      | 2     | 4       | 2    | —       | —     | —       | —      | 4       | 0      | 36      | 4     |
| Sparta Rotterdam        | 2010–11       | Eerste Divisie | 16      | 4     | 1       | 0    | —       | —     | —       | —      | —       | —      | 17      | 4     |
| Sparta Rotterdam        | Total         | Total          | 72      | 8     | 8       | 3    | —       | —     | —       | —      | 4       | 0      | 84      | 11    |
| Utrecht                 | 2010–11       | Eredivisie     | 14      | 2     | 2       | 0    | —       | —     | —       | —      | —       | —      | 16      | 2     |
| PSV Eindhoven           | 2011–12       | Eredivisie     | 30      | 2     | 5       | 1    | —       | —     | 11      | 3      | —       | —      | 46      | 6     |
| PSV Eindhoven           | 2012–13       | Eredivisie     | 32      | 6     | 5       | 1    | —       | —     | 4       | 1      | 1       | 0      | 42      | 8     |
| PSV Eindhoven           | Total         | Total          | 62      | 8     | 10      | 2    | —       | —     | 15      | 4      | 1       | 0      | 88      | 14    |
| Roma                    | 2013–14       | Serie A        | 25      | 5     | 4       | 1    | —       | —     | —       | —      | —       | —      | 29      | 6     |
| Roma                    | 2014–15       | Serie A        | 6       | 0     | 0       | 0    | —       | —     | 1       | 0      | 0       | 0      | 7       | 0     |
| Roma                    | 2015–16       | Serie A        | 5       | 0     | 0       | 0    | —       | —     | 0       | 0      | 0       | 0      | 5       | 0     |
| Roma                    | 2016–17       | Serie A        | 33      | 4     | 3       | 0    | —       | —     | 9       | 2      | 0       | 0      | 45      | 6     |
| Roma                    | 2017–18       | Serie A        | 32      | 1     | 1       | 0    | —       | —     | 11      | 0      | 0       | 0      | 44      | 1     |
| Roma                    | 2018–19       | Serie A        | 1       | 0     | 0       | 0    | —       | —     | 0       | 0      | 0       | 0      | 1       | 0     |
| Roma                    | Total         | Total          | 102     | 10    | 8       | 1    | —       | —     | 21      | 2      | 0       | 0      | 131     | 13    |
| Olympique de Marsella   | 2018–19       | Ligue 1        | 28      | 1     | 1       | 0    | 0       | 0     | 5       | 0      | —       | —      | 34      | 1     |
| Olympique de Marsella   | 2019–20       | Ligue 1        | 25      | 2     | 4       | 0    | 1       | 0     | —       | —      | —       | —      | 30      | 2     |
| Olympique de Marsella   | 2020–21       | Ligue 1        | 11      | 0     | 0       | 0    | —       | —     | 3       | 0      | —       | —      | 14      | 0     |
| Olympique de Marsella   | Total         | Total          | 64      | 3     | 5       | 0    | 1       | 0     | 8       | 0      | —       | —      | 78      | 3     |
| Genoa (cedit)           | 2020–21       | Serie A        | 18      | 0     | 0       | 0    | —       | —     | —       | —      | —       | —      | 18      | 0     |
| Cagliari Calcio (cedit) | 2021–22       | Serie A        | 10      | 0     | 1       | 0    | —       | —     | —       | —      | —       | —      | 11      | 0     |
| Genoa (cedit)           | 2022–23       | Serie B        | 30      | 2     | 1       | 0    | —       | —     | —       | —      | —       | —      | 31      | 2     |
| Genoa                   | 2023–24       | Serie A        | 27      | 0     | 2       | 0    | —       | —     | —       | —      | —       | —      | 29      | 0     |
| Total carrera           | Total carrera | Total carrera  | 399     | 33    | 37      | 6    | 1       | 0     | 44      | 6      | 5       | 0      | 486     | 45    |

1. ↑  Inclou KNVB Cup, Coppa Italia, Coupe de France
2. ↑  Inclou Coupe de la Ligue
3. ↑  Appearances in Eredivisie relegation play-offs
4. 1 2 3  Appearances in Lliga Europa de la UEFA
5. ↑  Appearance in Johan Cruyff Shield
6. 1 2 3  Appearances in Lliga de Campions de la UEFA
7. ↑  Two appearances in UEFA Champions League, seven appearances and two goals in UEFA Europa League

### Internacional
| Equip nacional | Any   | Partits | Gols |
| -------------- | ----- | ------- | ---- |
| Països Baixos  | 2011  | 10      | 1    |
| Països Baixos  | 2012  | 5       | 0    |
| Països Baixos  | 2013  | 9       | 2    |
| Països Baixos  | 2014  | 1       | 0    |
| Països Baixos  | 2015  | 0       | 0    |
| Països Baixos  | 2016  | 7       | 0    |
| Països Baixos  | 2017  | 7       | 0    |
| Països Baixos  | 2018  | 4       | 0    |
| Països Baixos  | 2019  | 3       | 0    |
| Total          | Total | 46      | 3    |

El marcador dels Països Baixos apareix primer, la columna de puntuació indica la puntuació després de cada gol de Strootman.
| No. | Data                  | Lloc                                      | Gorra | Oponent   | Puntuació | Resultat | Competició                                          |
| --- | --------------------- | ----------------------------------------- | ----- | --------- | --------- | -------- | --------------------------------------------------- |
| 1   | 6 de setembre de 2011 | Estadi Olímpic, Hèlsinki, Finlàndia       | 6     | Finlàndia | 1–0       | 2–0      | Classificació per a l'Eurocopa 2012                 |
| 2   | 14 d'agost de 2013    | Estádio Algarve, Faro / Loulé, Portugal   | 19    | Portugal  | 1–0       | 1–1      | Amable                                              |
| 3   | 11 d'octubre de 2013  | Amsterdam Arena, Amsterdam, Països Baixos | 22    | Hongria   | 2–0       | 8–1      | Classificació per a la Copa del Món de la FIFA 2014 |

## Palmarès
PSV
- Copa KNVB: 2011–12
- Johan Cruyff Shield: 2012